# Brian Deegan
Pour les articles homonymes, voir Deegan.
Brian Deegan (né le 9 mai 1975 à Omaha (Nebraska)) est un pilote professionnel de freestyle motocross et un membre fondateur de la Metal Mulisha. 
Deegan a été le premier à tenter un backflip (360°) en compétition. Il a aussi été un pionnier dans le monde du freestyle et est aujourd'hui le freestyler le plus titré dans l'histoire des X Games, avec 10 médailles totales (3 Or et 7 Bronze).

## Carrière
Il est passé professionnel à 17 ans. 
En 2004, au Winter Xgames, il a chuté sur un double, se cassant le fémur et les deux poignets. Il est revenu 6 mois plus tard pour se placer quatrième aux summer Xgames.
Il a été le premier à tenter le backflip en compétition, il a nommé la figure le "Mulisha Twist".
Brian Deegan s'est aussi essayé aux courses off-road dans la Lucas Oil Off Road Racing Series Unlimited Lites en 2009 et a gagné le championnat pour sa première participation.